# Van Eyck. Een optische revolutie

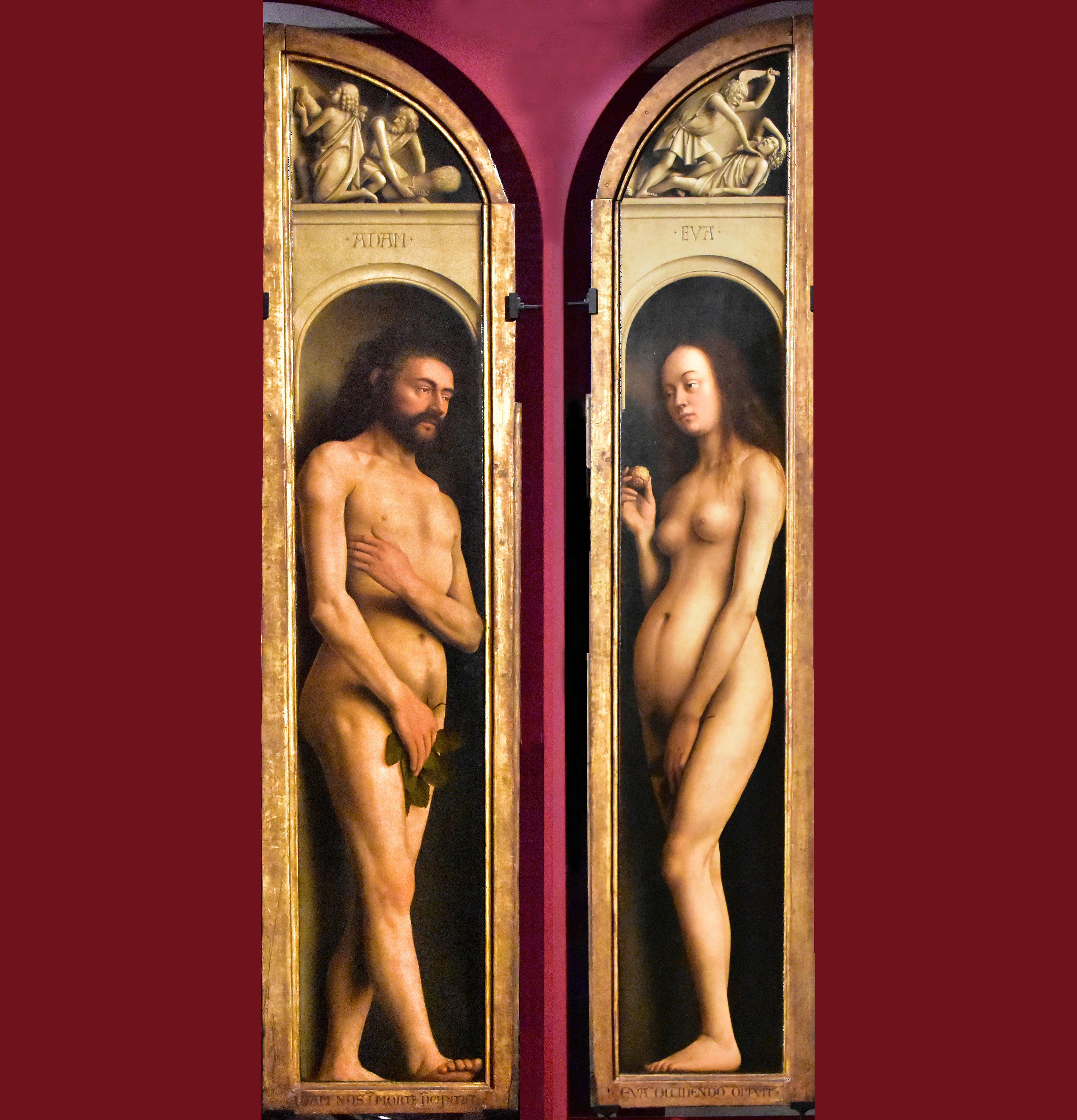
Fotocollage - Adam en Eva van Hubert & Jan van Eyck tijdens de tentoonstelling

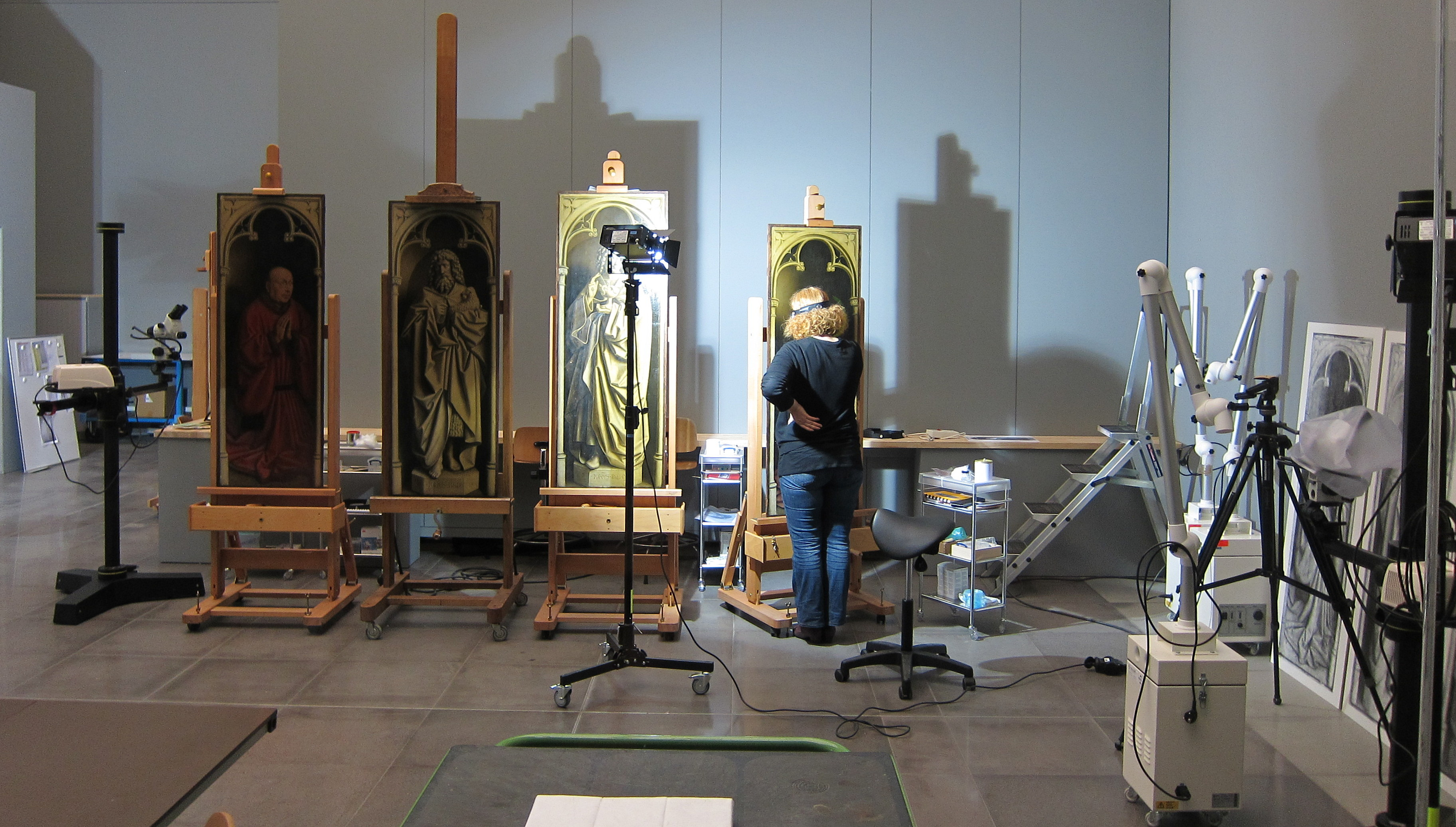
De restauratie in het MSK te Gent van het Lam Gods in 2012

Van Eyck. Een optische revolutie was een tentoonstelling die liep van 1 februari tot 30 april 2020 in het Museum voor Schone Kunsten (MSK) te Gent. De tentoonstelling belichtte onder andere de restauratie van het schilderij Het Lam Gods van Jan (±1390-1441) en Hubert van Eyck (†1426). Deze polyptiek bevond zich oorspronkelijk in de Sint-Baafskathedraal in de Belgische stad Gent. Naast de acht buitenpanelen van het Lam Gods exposeerde men een aantal andere werken van Jan van Eyck en zijn tijdgenoten. De tien resterende panelen van het Lam Gods, waaronder het Lam, blijven te zien in de Sint-Baafskathedraal. De tentoonstelling past in het kader van het themajaar OMG! Van Eyck was here in Gent. Het is geleden van 1902 dat delen van dit meesterwerk buiten de Sint-Baafskathedraal werden getoond.
De restauratie in een atelier van het MSK, onder leiding van Bart Devolder en sinds 2016 onder leiding van Hélène Dubois voor het Koninklijk Instituut voor het Kunstpatrimonium (KIK), liep van 2012 en zal vermoedelijk duren tot einde 2024. Er was internationale aandacht voor de uitvoering ervan. Eind januari waren meer dan 60.000 tickets van de voorziene 240.000 verkocht. Op dertien maart 2020 werd de tentoonstelling gesloten, als gevolg van de coronacrisis in België.

## Achtergrond
Jan van Eyck (1390-1441) was hofschilder van de Bourgondische hertog Filips de Goede en zette leden van het flamboyante hof en de rijke inwoners van steden als Brugge en Gent op doek. Hij oversteeg hiermee zijn tijdgenoten door zijn techniek, zijn wetenschappelijke kennis en zijn observatievermogen. Ze waren doorslaggevend voor de verdere ontwikkeling van de beeldende kunst. Van Eyck. Een optische revolutie bracht een omkaderd verhaal van een revolutionair moment in de kunstgeschiedenis van het westen.
Er is bijzonder weinig geweten over het leven van Jan van Eyck. Historici vermoeden dat hij rond 1390 werd geboren. Hubert was zijn oudere broer, en hij had een jongere broer en zus, Lambert en Margareta. Allen zijn ze schilders, afkomstig uit het Maasland, waarschijnlijk uit de stad Maaseik in het toenmalige prinsbisdom Luik. Van zijn opleiding is niets geweten en evenmin hoe hij eruitzag. Mogelijk is het ''Portret van een man'' (1433, National Gallery, Londen) een zelfportret.
De resultaten van de restauratiecampagne van het Lam Gods toonden een nieuwe blik op het veelluik en op het hele oeuvre van Hubert en Jan van Eyck. De restauratie was de aanleiding voor de organisatie van de tot dan toe grootste Van Eyck-tentoonstelling, in het Museum voor Schone Kunsten Gent. Wereldwijd zijn er van deze Vlaamse meester slechts een twintigtal werken bewaard en deze expo toonde meer dan de helft ervan.
De tijdgenoten van van Eyck hadden bewondering voor zijn techniek, zijn wetenschappelijke kennis en zijn observatievermogen, die van grote betekenis waren voor de ontwikkeling van de westerse schilderkunst. Hij was de eerste kunstenaar die sinds de antieken erin slaagde om de realiteit met overtuiging en accuratesse af te beelden. Dat was ook mogelijk door zijn optimalisering van de olieverftechniek door het toevoegen van siccatieven, waardoor de polymerisatie van het bindmiddel versnelde en de verf handelbaarder werd.

### Tijdgenoten over zijn werk
Hiëronymus Münzer getuigde in 1495 dat het Lam Gods een groot en uiterst kostbaar altaarstuk, met groot artistiek talent geschilderd was.De Duitse schilder Albrecht Dürer, die de Lage Landen in 1520-21 bezocht noteerde op 10 april 1521 in zijn dagboek: 

Darnach sähe ich des Johannes taffel; das ist ein über köstlich, hoch verständig gemähl, und sonderlich die Eva, Maria und Gott der vater sind fast gut.

(Daarna zag ik het retabel van Johannes; dat is een prachtig, buitengewoon kunstig geschilderd werk, vooral Eva, Maria en God de Vader zijn zeer goed.)

### Materiële geschiedenis
Filips II van Spanje, maar ook Elisabeth I van Engeland poogden tevergeefs dit veelluik in handen te krijgen. Tijdens de beeldenstorm overleefde het werk de vernielingen die werden aangericht. De onbetamelijke naaktheid was de oorzaak dat Adam en Eva op het einde van de achttiende eeuw werden weggeborgen. De centrale panelen werden na de nederlaag van Napoleon te Waterloo in 1815 teruggegeven nadat ze door de Franse revolutionairen tijdens de Franse tijd waren geconfisqueerd. De zes andere zijluiken verkocht men als waardeloze rommel en kwamen bij het begin van de negentiende eeuw in Berlijn terecht. In de hoofdstad van Pruisen deden kunstwetenschappers voor het eerst onderzoek naar de schilders op gang maar daar ook zaagde men de dubbelzijde beschilderde in de dikte doormidden. In 1920, na het verdrag van Versailles werden alle luiken in Gent verenigd. De diefstal van de Rechtvaardige rechters in 1934 maakte daar een einde aan. Anno 2020 is die diefstal nog steeds het onderwerp van nepnieuws en samenzweringstheorieën.
Franse collaborateurs bezorgden de rest van de polyptiek in handen van de nazi's, die het werk in een Oostenrijkse zoutmijn deponeerden. Na de Tweede Wereldoorlog keerden de panelen weer terug naar Gent en volgde een eerste wetenschappelijke restauratie in de jaren 1950-51.

## Historiek van de restauratie
In 2012, toen de restauratie startte, besliste men om het werk op te delen in drie fasen. Eerst werden de acht buitenluiken aangepakt en in 2016 werd het centrale paneel De aanbidding van het Lam Gods met de daarbij aansluitende zijpanelen naar het restauratieatelier verhuisd.
De restaurateurs van het KIK hadden bij de buitenluiken ontdekt dat ze zwaar overschilderd waren. Maar ook het middenpaneel bleek in de zestiende eeuw voor bijna de helft overschilderd: zowel de blauwe lucht in haar geheel, zo goed als alle gebouwen aan de horizon, een groot gedeelte van de graszones en het lam, centraal te zien op het altaar. Men stelde ook vast dat er onder de overschilderingen nog heel wat van het originele werk van de gebroeders Van Eyck bewaard was gebleven. Om deze latere aanpassingen te verwijderen en het schilderij zo goed als mogelijk in zijn originele staat terug te brengen kreeg men meer tijd en middelen.
Kanunnik Ludo Colin, titulair kanunnik van de kathedraal en namens het Sint-Baafskapittel de woordvoerder met betrekking tot het Lam Gods:

Als je dat vergelijkt met wat het was voordien, dan moeten we toch wel erkennen dat er over het hele retabel een bruine saus lag die de kleurenpracht en de details verborg. Maar ook dat door het wegnemen van de overschildering de verfijning van alles wat Van Eyck geschilderd heeft, toch zoveel meer tot zijn recht komt. Het hemelse Jeruzalem - het landschap in de verte - licht zo op, dat we bijna zouden durven dromen om er te kunnen wonen.

Na drie jaar restauratie keerden in januari 2020 vier panelen van het Lam Gods van het atelier in het MSK terug naar de Sint-Baafskathedraal. Na het aanbrengen van de laatste retouches, werd het geheel beschermd met een vernislaag. Vooral aan het herstellen van het originele lam werd veel aandacht besteed. Een andere kunstenaar overschilderde het in 1550. Kunsthistorici vragen zich af waarom van Eyck het humanoide lam, zo genoemd door journalist JasonFarago, met zulke indringende ogen op doek zette.
Het hele restauratieproject kan pas worden afgesloten als nóg zeven panelen van het reusachtige kunstwerk gerestaureerd zijn. Het zijn de schilderijen van het bovenste register van de binnenkant. Het budget dat hiervoor was voorzien was nodig om het werk tot einde 2019 te financieren. De Kerkfabriek van de Sint-Baafskathedraal ziet zich genoodzaakt om nieuwe financiële middelen aan te vragen bij de Vlaamse regering, zeker nu men weet dat ook de laatste panelen zwaar werden overschilderd. Bedoeling is dat fase drie van de restauratie na het Van Eyck-jaar – begin 2021 – kan starten en men de restauratie kan afsluiten tegen eind 2024.

## Het schaamhaar van Adam en Eva de geschiedenis van Het Lam Gods[8]
Een van de meest delicate opdrachten tijdens de restauratie zou na de tentoonstelling nog komen: het schaamhaar van Adam en Eva. Men vraagt zich af hoe Van Eyck in de 15e eeuw schaamhaar zo gedetailleerd kon schilderen terwijl haar rond geslachtsorganen in de kunst lange tijd taboe was.
De eerste mensen staan naakt, levensgroot en echt afgebeeld. Ze bedekken, maar slechts gedeeltelijk, hun geslachtsdelen met de handen en een vijgenblad. Wat zichtbaar blijft van hun schaamhaar schilderden de gebroeders minutieus, bijna haar per haar. Naakten schilderen is van alle tijden maar schaamhaar afbeelden was in de meeste periodes verboden.
Dat verbod, vaak ingegeven door preutsheid, zorgde ervoor dat dit werk werd gecensureerd, overschilderd of verborgen. 1861 was het jaar waarin de preutsheid zijn hoogtepunt had. De Belgische staat kocht de panelen met Adam en Eva en verhuisde ze naar een Brussels museum. Victor Lagye kreeg de opdracht om een kopie te schilderen met een aangeklede Adam en Eva, gehuld in dierenhuiden.
Professor Ann-Sophie Lehmann, kunsthistorica aan de Rijksuniversiteit Groningen deed doctoraatsonderzoek naar de naaktheid van Adam en Eva op deze panelen.

In de vroege 15e eeuw, toen "het lam gods" werd geschilderd, was schaamhaar schilderen niet eens bijzonder. Tot in de 16e eeuw werd er veel haar geschilderd: okselhaar, beenhaar en dus ook schaamhaar. Men vond naakten mooi, net om het haar.

Een Gentse kroniekschrijver schreef dat hij zich herkende in de naakte Adam. Albrecht Dürer zag in de naakte Eva het allermooiste en ideale naakt. Ook de katholieke kerk had geen bezwaar want Adam en Eva waren in hun natuurlijke staat afgebeeld en zo konden de gelovigen zichzelf herkennen in hun bijbelse stamouders.
Het enorme realisme van de naaktheid zorgde later voor problemen. Tijdens Napoleons tijd haalde men het veelluik uit elkaar en de panelen met Adam en Eva werden opgeborgen op een zolder. Naaktheid was niet meer aantrekkelijk. Van de duisternis van een kerk verhuisden ze op ooghoogte naar een Brussels museum. Dat was voor de bezoekers in het midden van de 19e eeuw veel te heftig en er volgde protest.
Toen ontstond het beeld van een Van Eyck die te ver ging, die niet schilderde zoals het betaamde. Van Eyck werd zelfs beschouwd als een schilder die geen mooie naakten kon schilderen omdat ze veel te realistisch waren. Tot in de jaren negentig van de 20e eeuw kon men dergelijke waardeoordelen lezen.
Na restauratie zal blijken of de naaktheid van Adam en Eva nog explicieter wordt. Ann-Sophie Lehmann: 

Dat is de vraag. Beide panelen hebben minder meegemaakt en zijn minder overschilderd. Ze zijn altijd in Gent en Brussel gebleven. Ik denk niet dat er nog haartjes bij zullen komen. Maar waar ik vooral naar benieuwd ben, is of de vijgenbladeren wel oorspronkelijk zijn.

## Thema's van de tentoonstelling
Zondeval en Verlossing met Adam en Eva, De ruimte, Moeder en Kind, Het Woord van God, De Madonna in de kerk, Het geschilderde Beeld, Het individu of Het goddelijk portret waren de thema's waarrond de expositie was opgebouwd. Men verspreidde de panelen over de tentoonstellingszalen en zo dat de bezoeker op ooghoogte de kleuren, details en tastbare stofweergave van dichtbij kon zien. Daarnaast toonde men meer dan 100 kunstwerken van belangrijke tijdgenoten en volgelingen waarbij elke kunstvorm aan bod kwam: schilderijen, miniaturen, sculpturen en tekeningen. Kunstwerken uit collecties in België, Duitsland, Italië, Oostenrijk, Spanje, Roemenië, het Verenigd Koninkrijk en de Verenigde Staten werden getoond en negen werken uit Van Eycks atelier. Dat zijn:
- Jan van Eyck en atelier, Madonna bij de fontein, ca. 1440 (privéverzameling)
- Jan van Eyck en atelier, De Kruisiging, ca. 1430 (Gemäldegalerie der Staatliche Museen zu Berlin – Preussischer Kulturbesitz, Berlin)
- Jan van Eyck en atelier, De Kruisiging, ca. 1445 (Museum Boijmans Van Beuningen, Rotterdam)
- Jan van Eyck (atelier), De drie Maria’s bij het graf, ca. 1440 (Museum Boijmans Van Beuningen, Rotterdam)
- Jan van Eyck (atelier), Heilige Hieronymus, ca. 1442 (Detroit Institute of Art)
- Jan van Eyck (atelier), De Kruisiging, ca. 1445 (Galleria Giorgio Franchetti alla Ca’ d’Oro, Venezia)
- Jan van Eyck (atelier), De twaalf apostelen, 1445 (Grafische Sammlung Albertina, Wenen)
- Jan van Eyck (atelier), Diptiek met Johannes de Doper en Maria met Kind, ca. 1440 (Musée du Louvre, Parijs)
- Jan van Eyck (atelier), Portret van een man met kaproen, 1e helft vijftiende eeuw (Musée du Louvre, Département des Arts graphiques, Paris)

Doeken van grote Italiaanse tijdgenoten als Gentile da Fabriano, Fra Angelico, Pisanello, Masaccio en Benozzo Gozzoli confronteerden de bezoeker met de werken van Van Eyck. Terwijl hij op dat ogenblik in Vlaanderen de olieverfschilderkunst transformeerde, zetten de Italiaanse meesters hun eigen revolutie in gang met tempera en door gebruik te maken van het mathematisch perspectief. Zulke vergelijking tussen de Italiaanse schilders en Jan van Eyck is nooit eerder op deze manier verwezenlijkt.

## Galerijen

Luiken van de Aanbidding van het Lam Gods tijdens de tentoonstelling
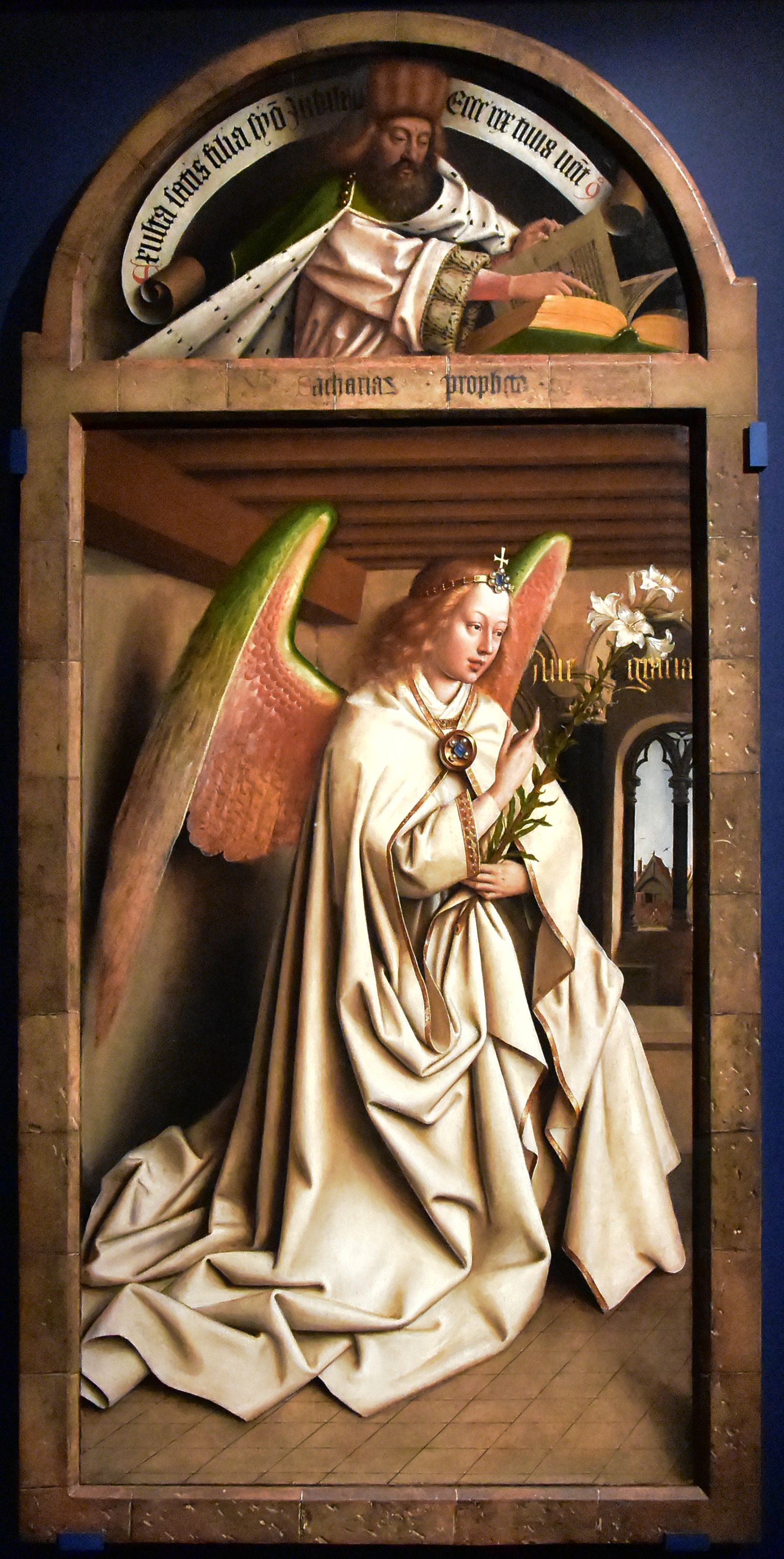
Annunciatie, Aartsengel Gabriël en profeet Zacharias
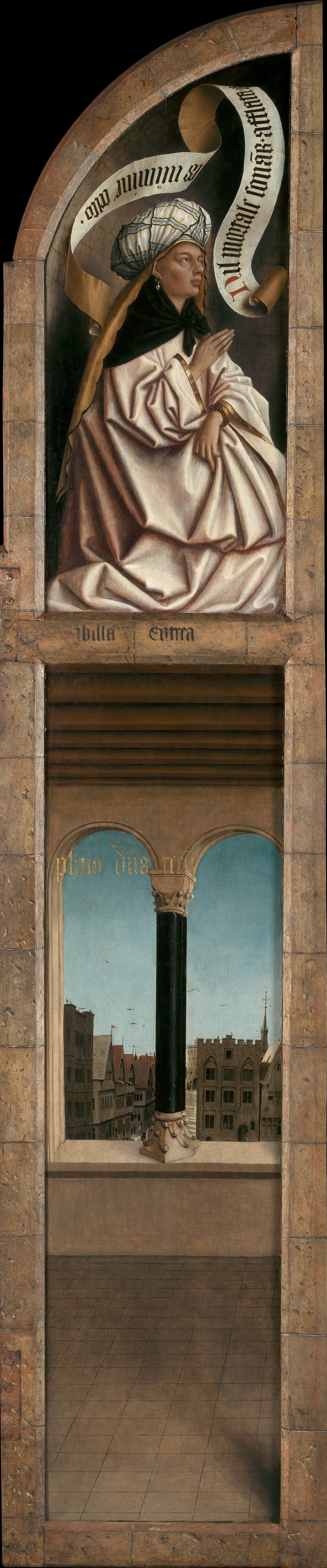
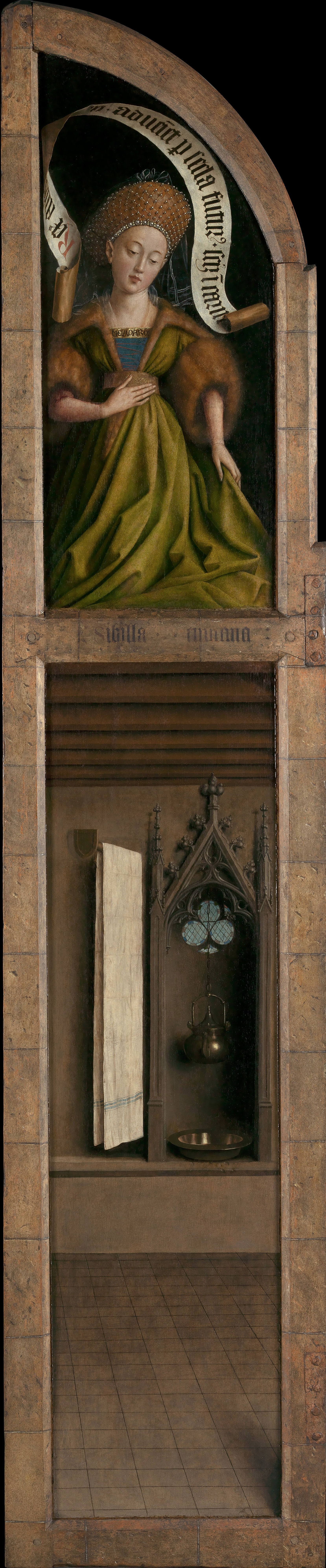
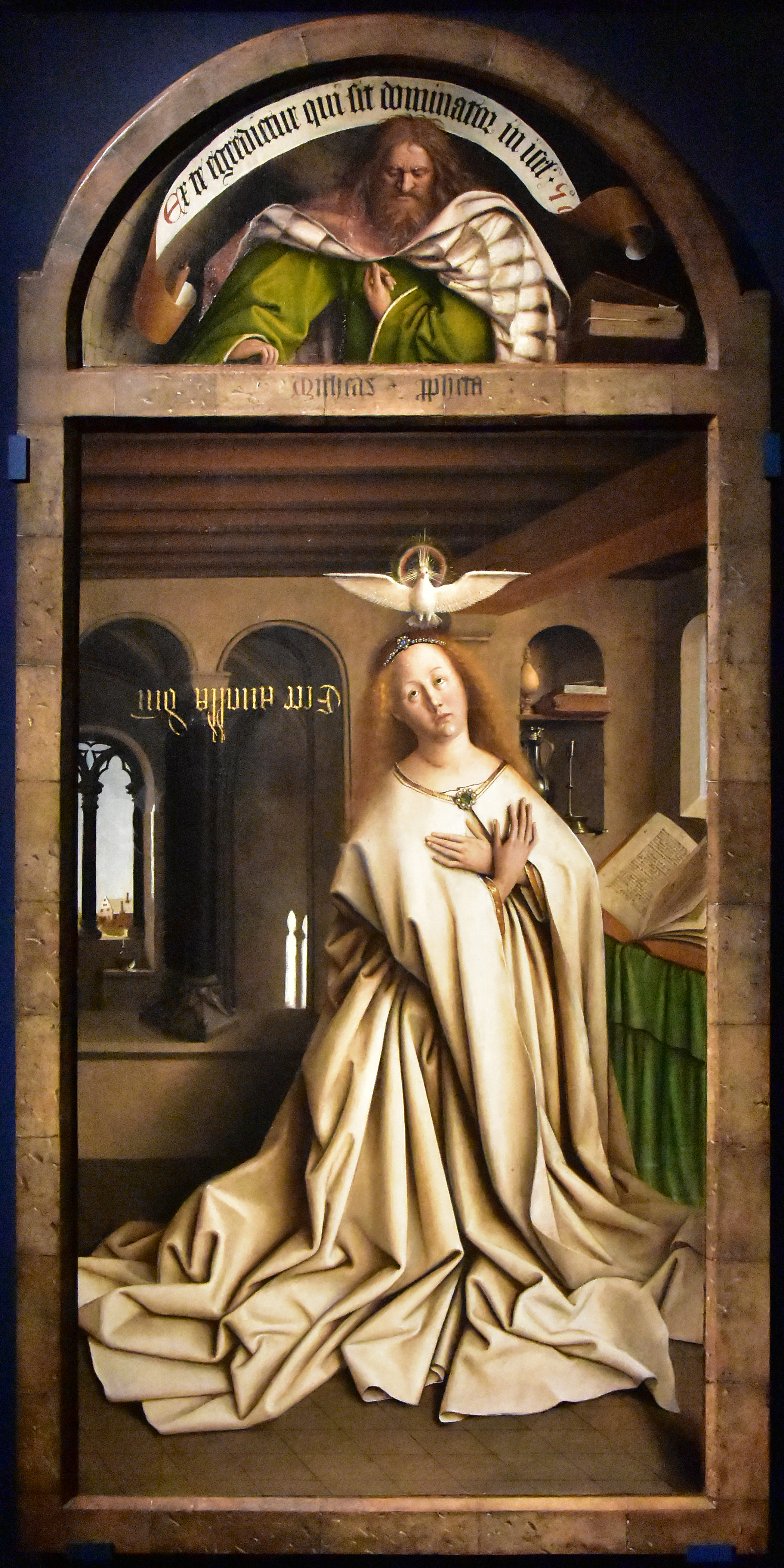
Annunciatie en profeet Micha
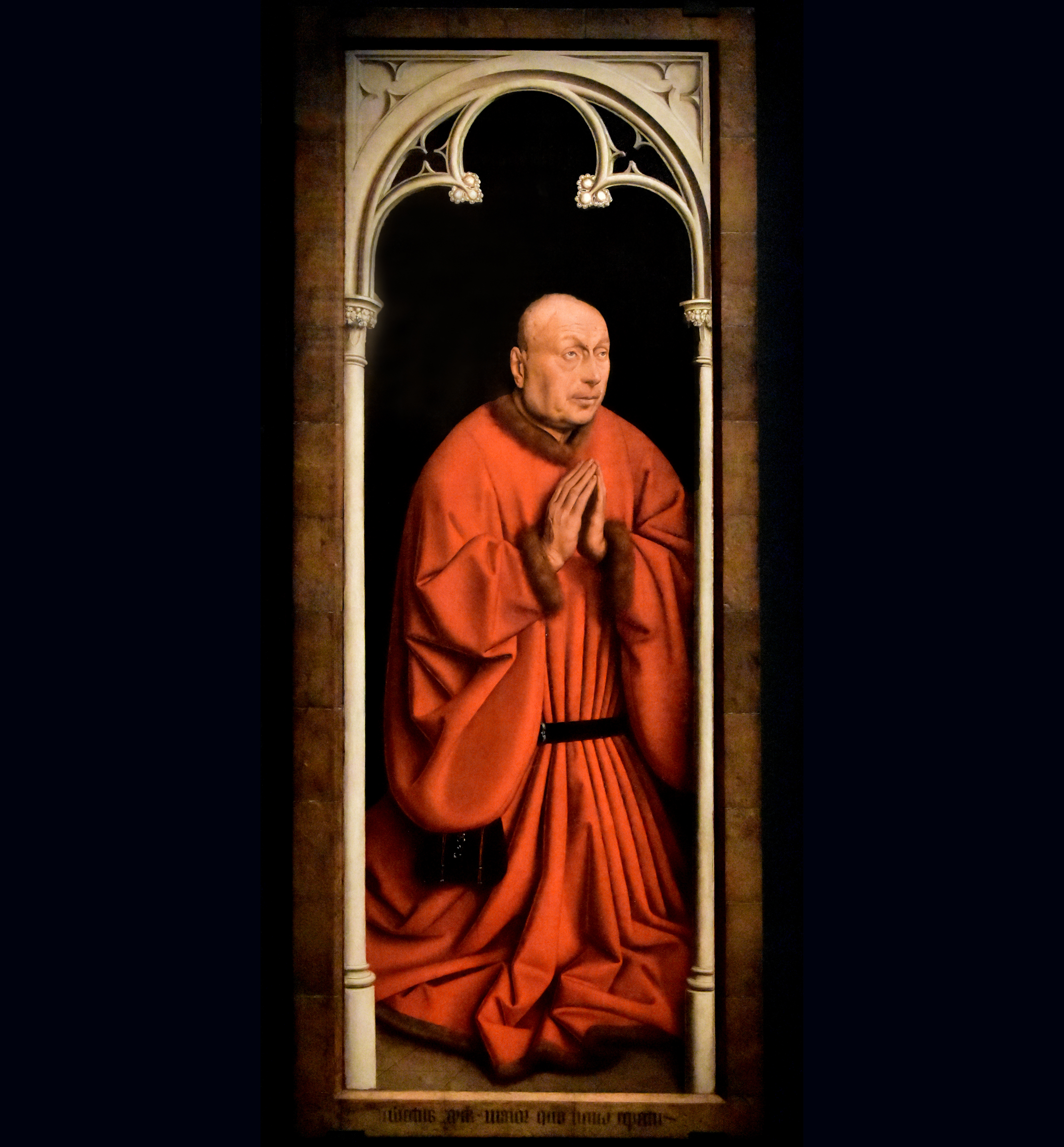
Joos Vijd op een buitenluik
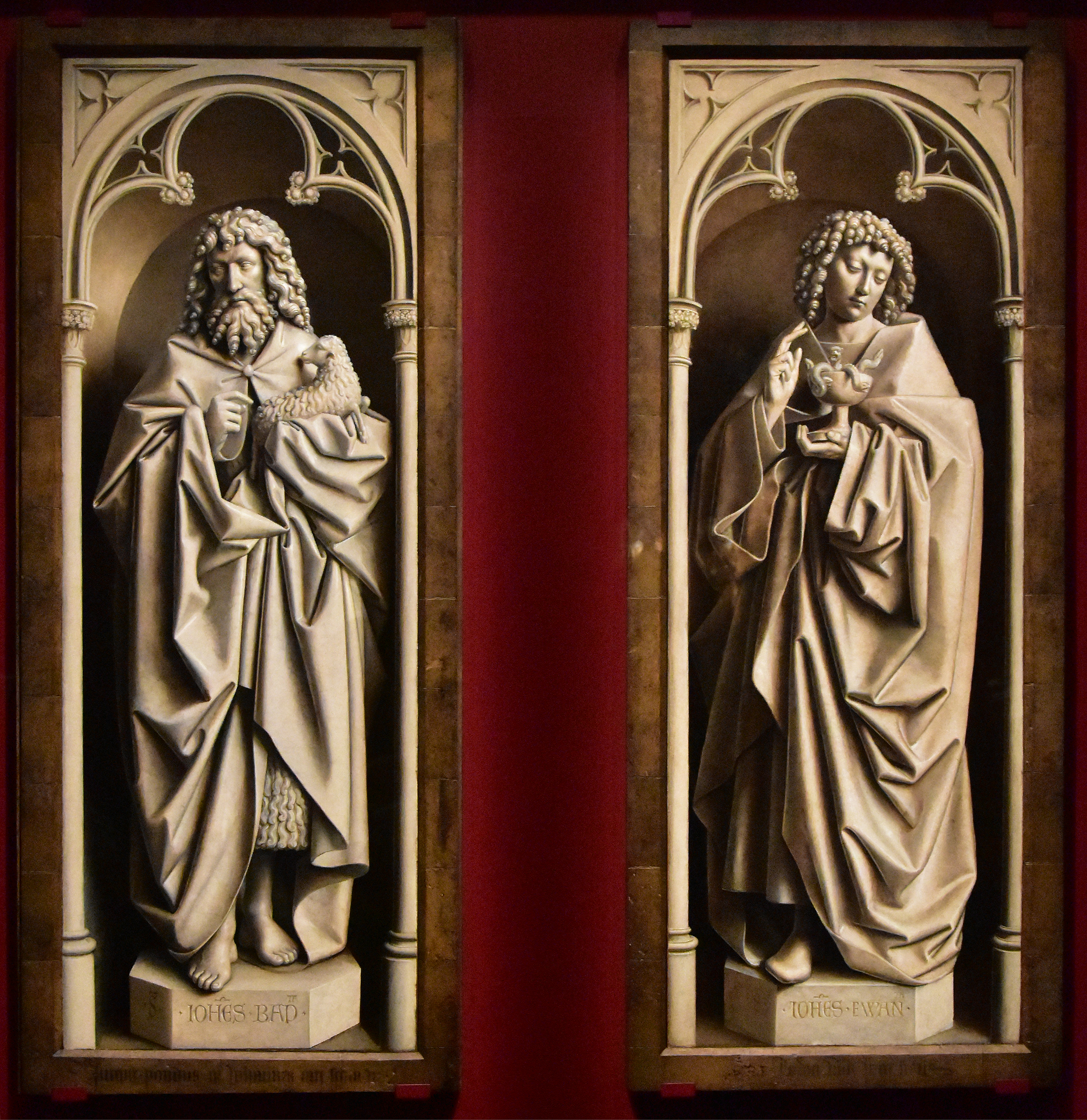
Johannes de Doper en Johannes de Evangelist
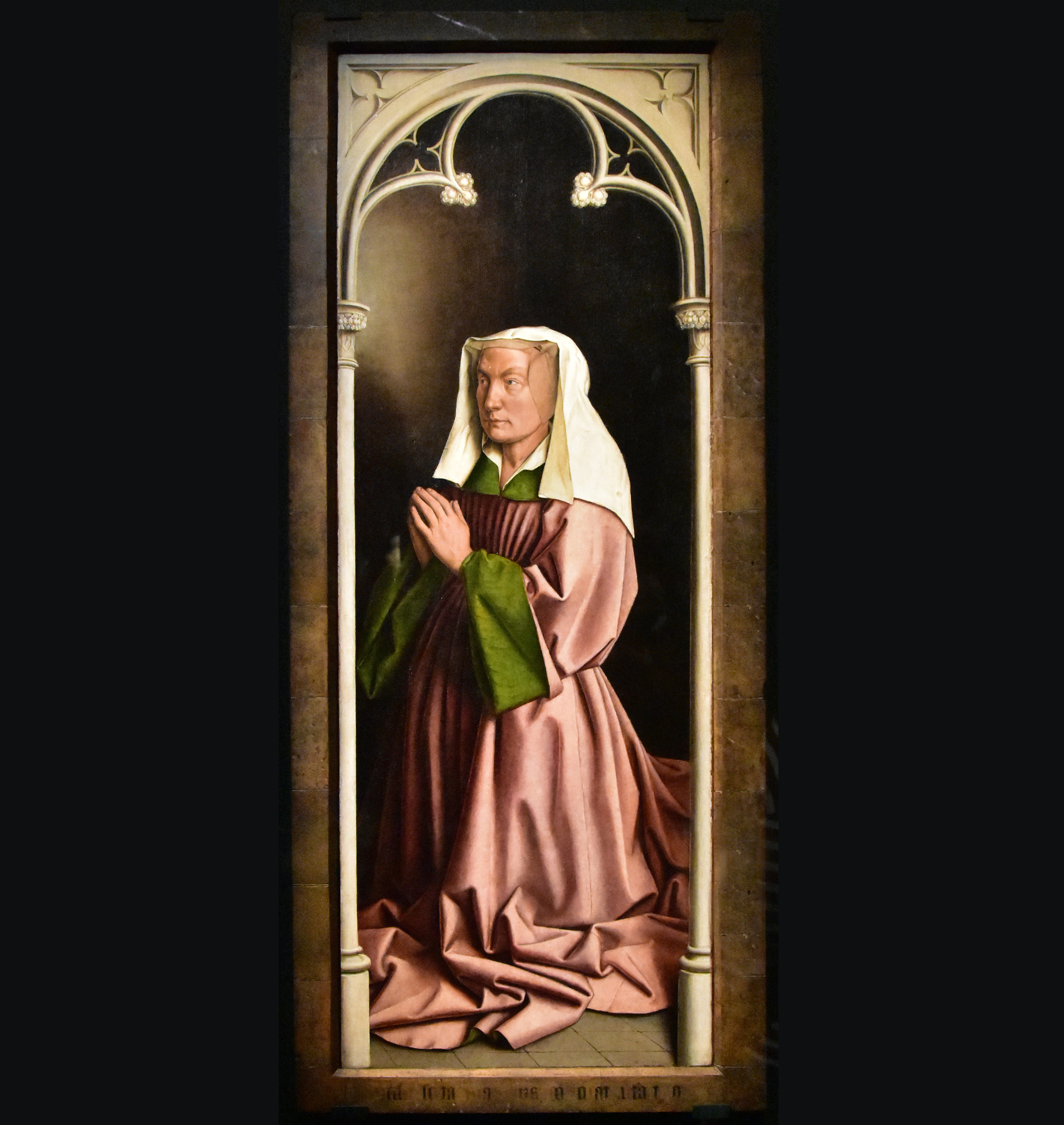
Elisabeth Borluut op een buitenluik

Kopies van de Aanbidding van het Lam Gods of delen ervan op de tentoonstelling
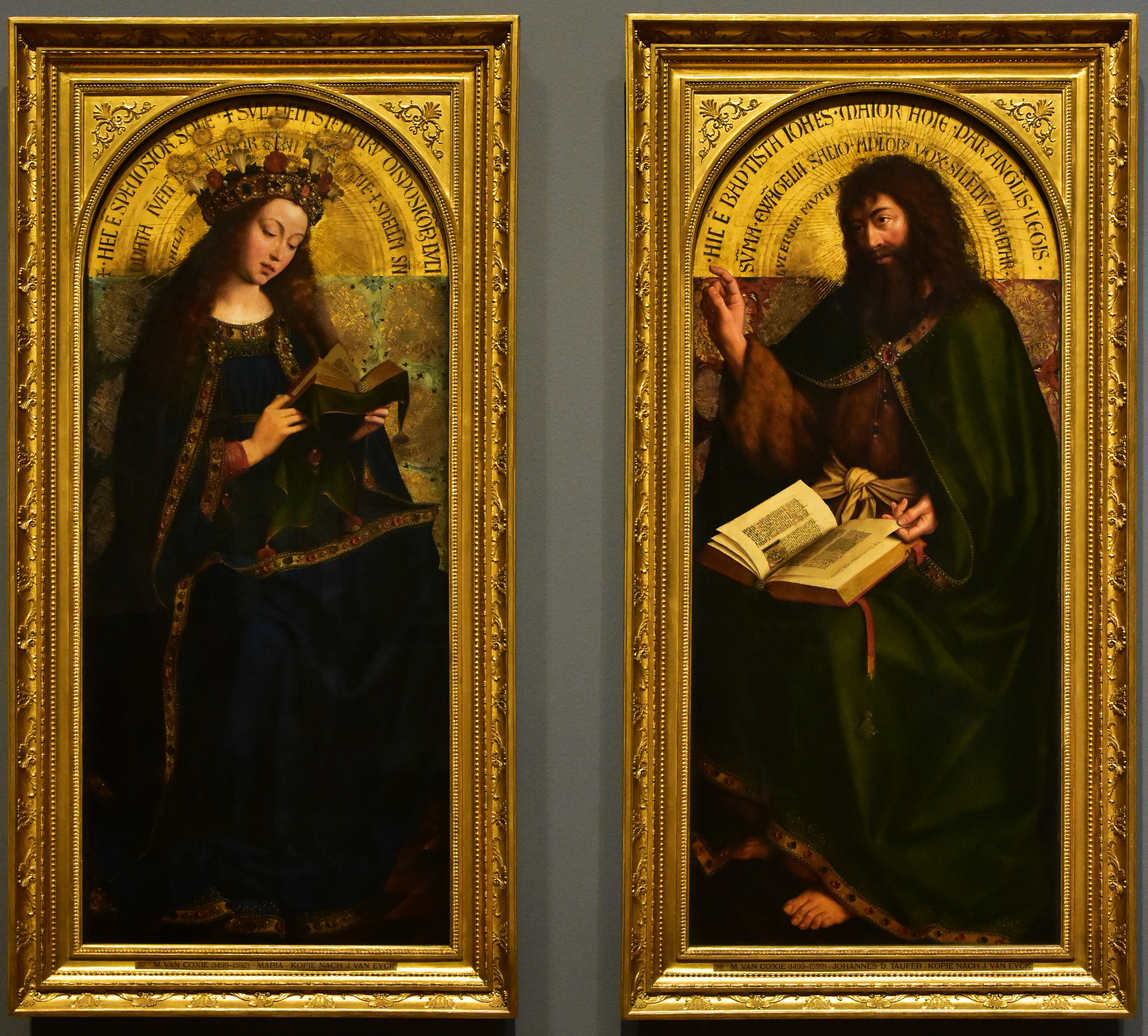
Kopie van twee panelen door Michiel Coxie (Maria en Johannes de Doper 1557-58) van de Aanbidding van het Lam Gods door Hubert en Jan van Eyck - MSK Gent
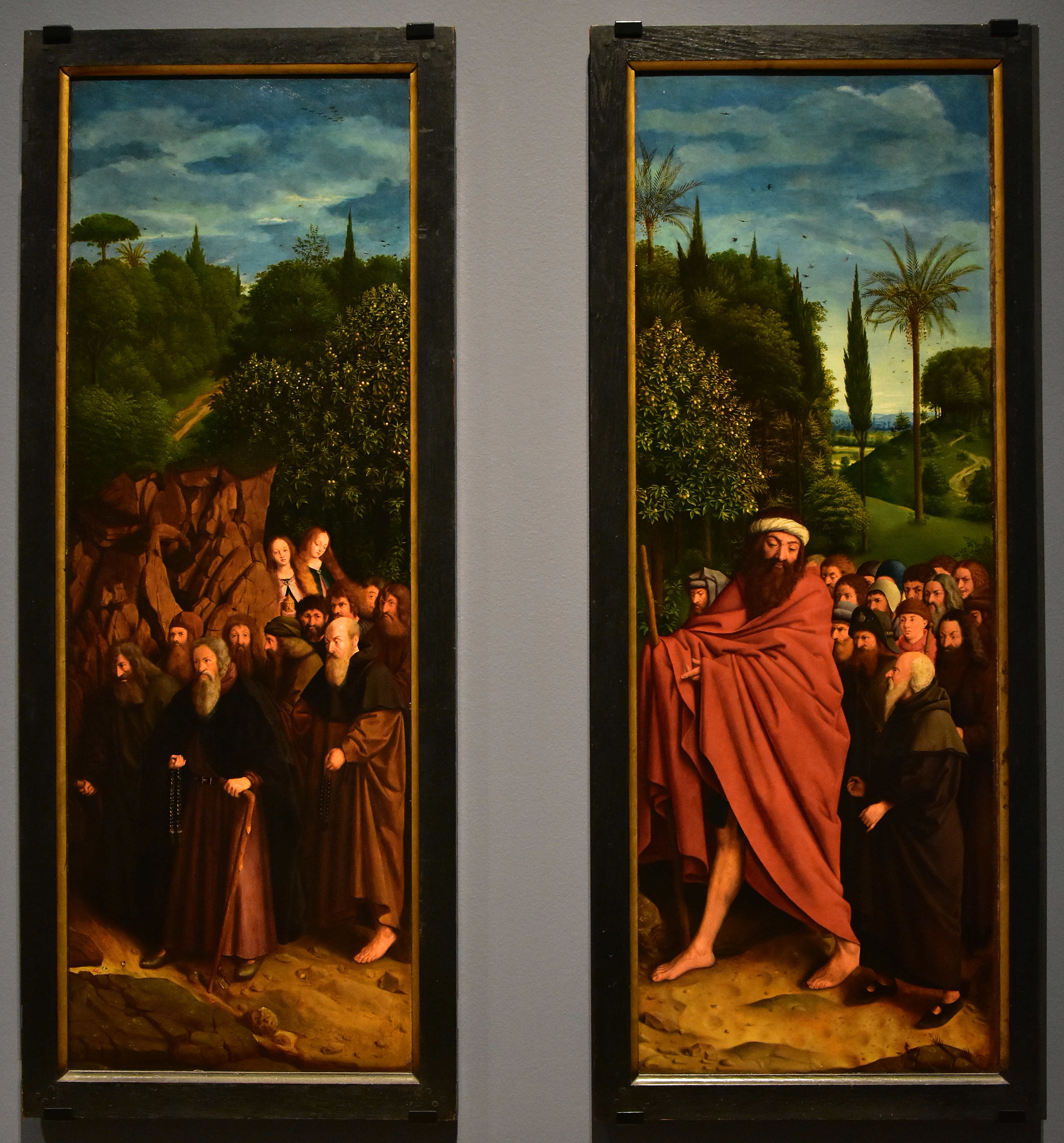
Kopie van twee panelen (heremieten en pelgrims) door Michiel Coxie in 1557-58 van de Aanbidding van het Lam Gods door Hubert en Jan van Eyck - MSK Gent
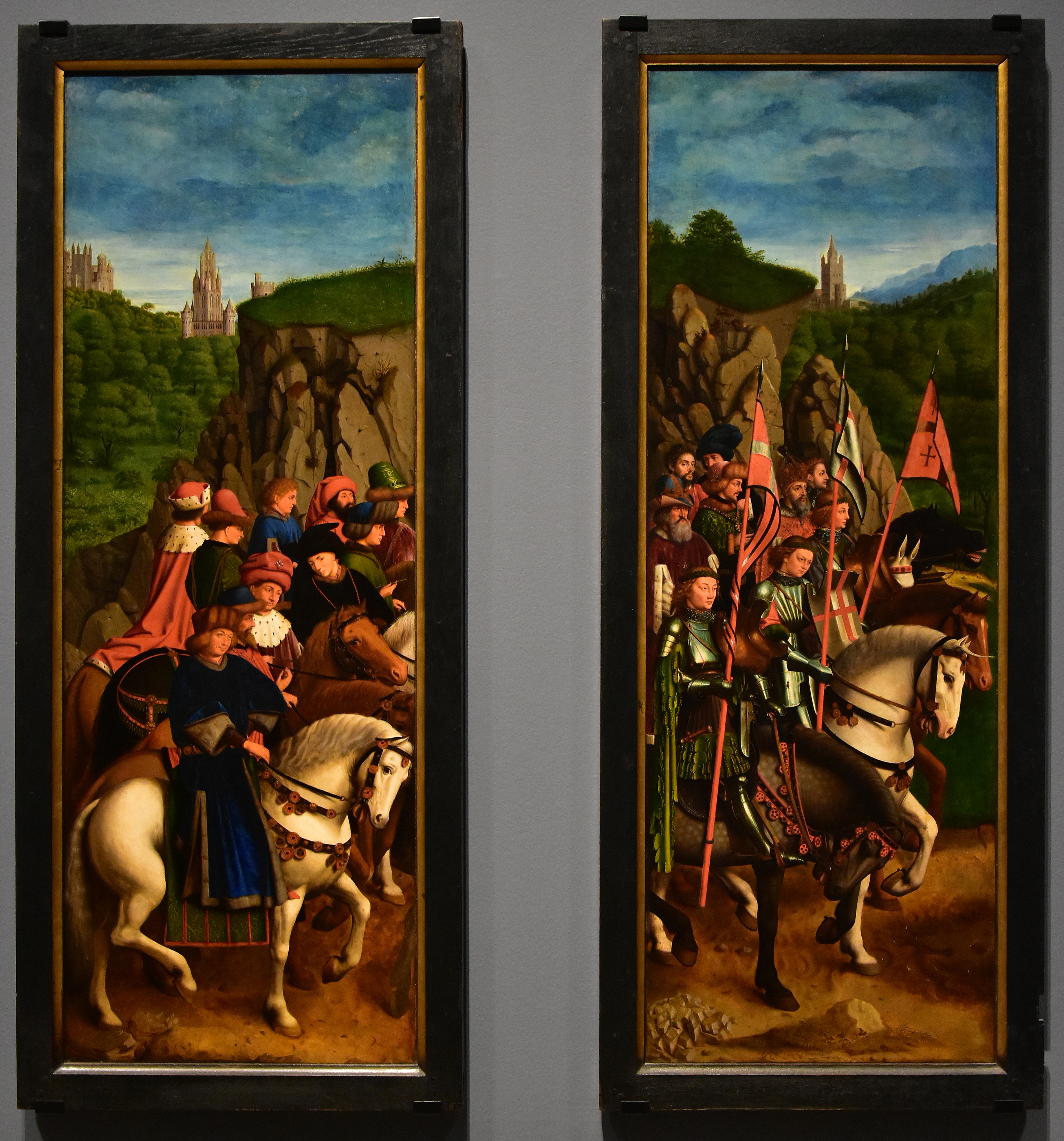
Kopie van twee panelen (rechtvaardige rechters en ridders van Christus) door Michiel Coxie in 1557-58 van de Aanbidding van het Lam Gods door Hubert en Jan van Eyck - MSK Gent
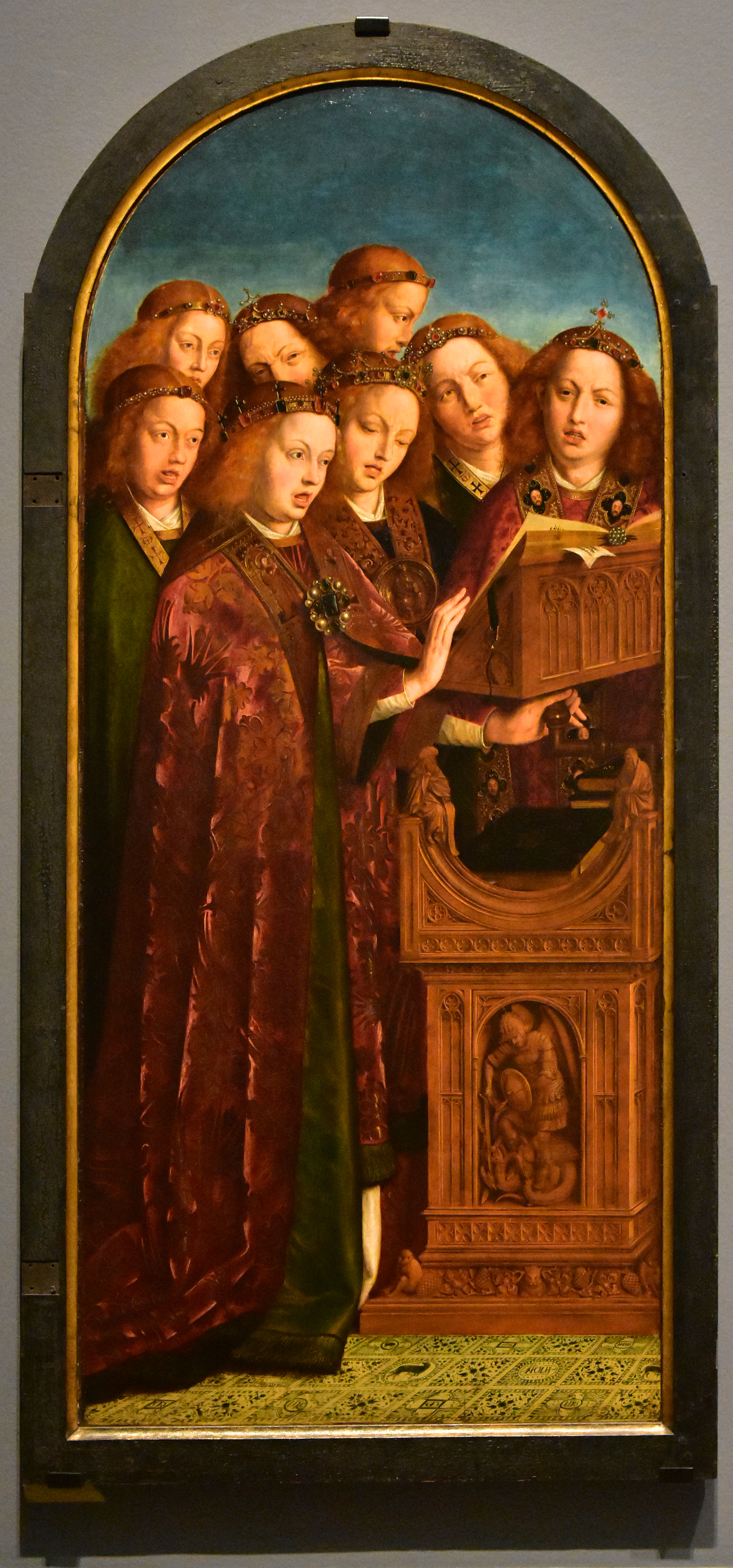
Kopie van een paneel door Michiel Coxie (Heilige Maagd 1557-58) van de Aanbidding van het Lam Gods door Hubert en Jan van Eyck - MSK Gent

Andere werken van Jan van Eyck op de tentoonstelling
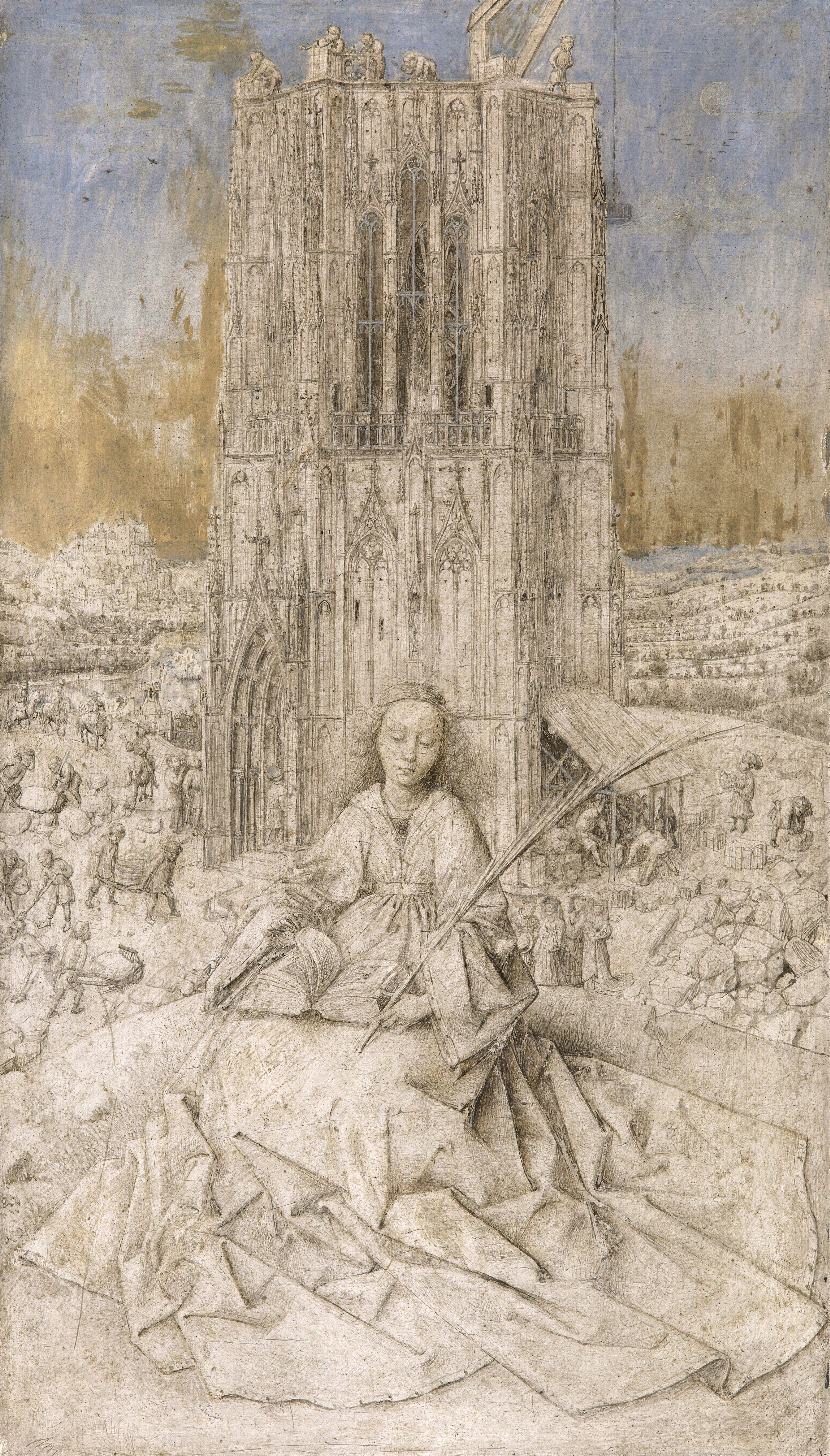
Heilige Barbara van Nicodemië
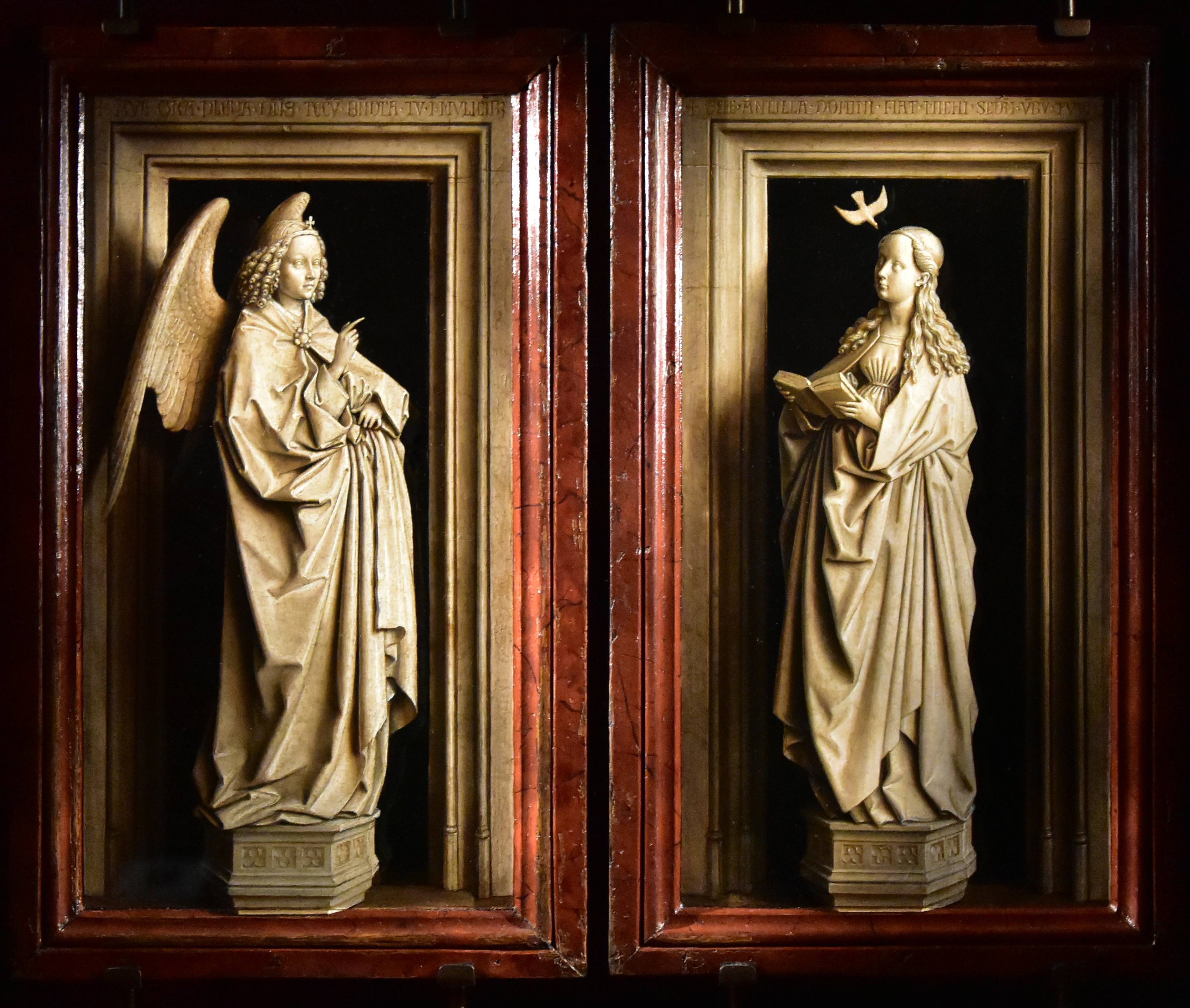
Annunciatiediptiek met aartsengel Gabriël en Maria
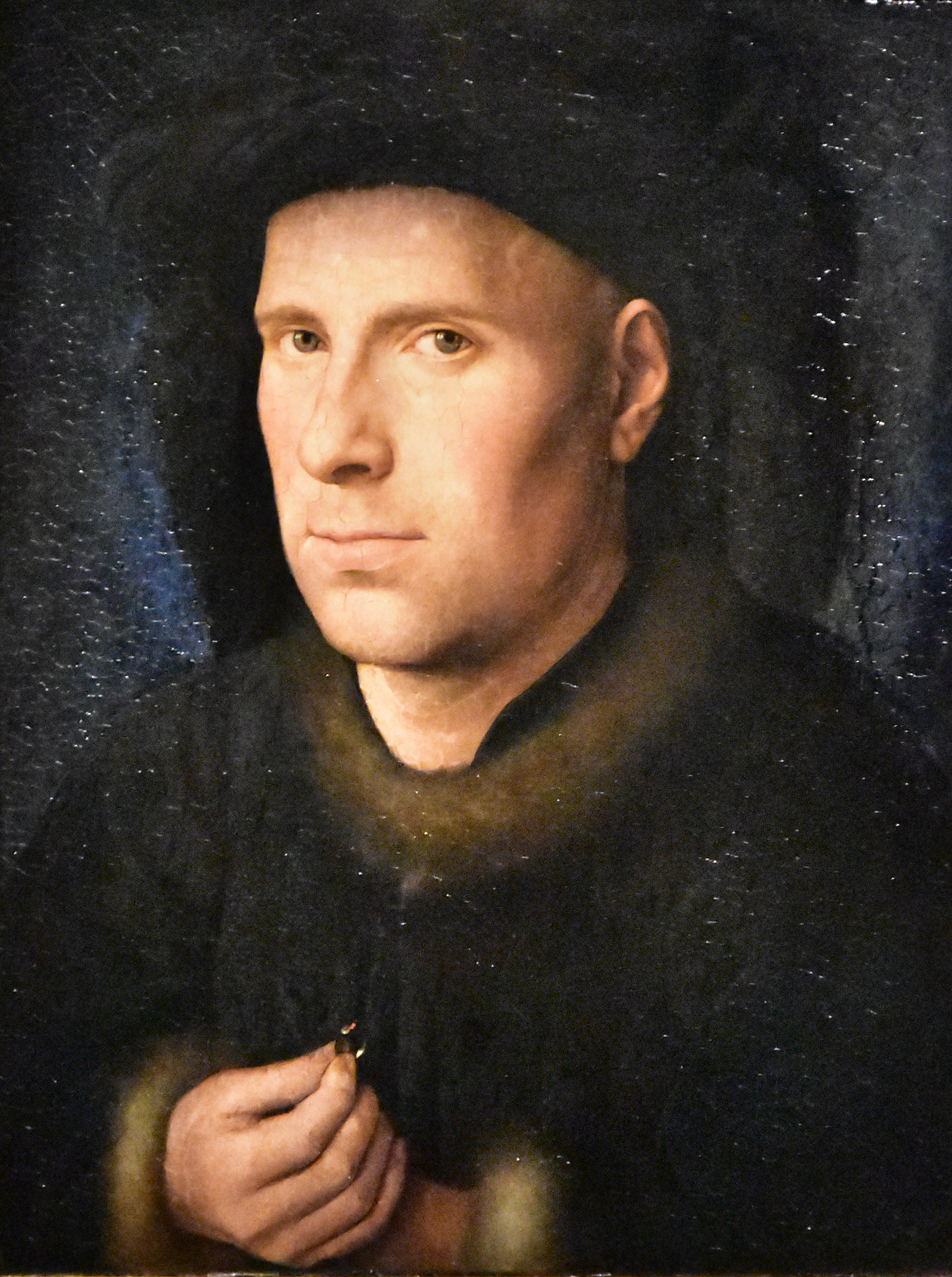
Portret van Jan de Leeuw
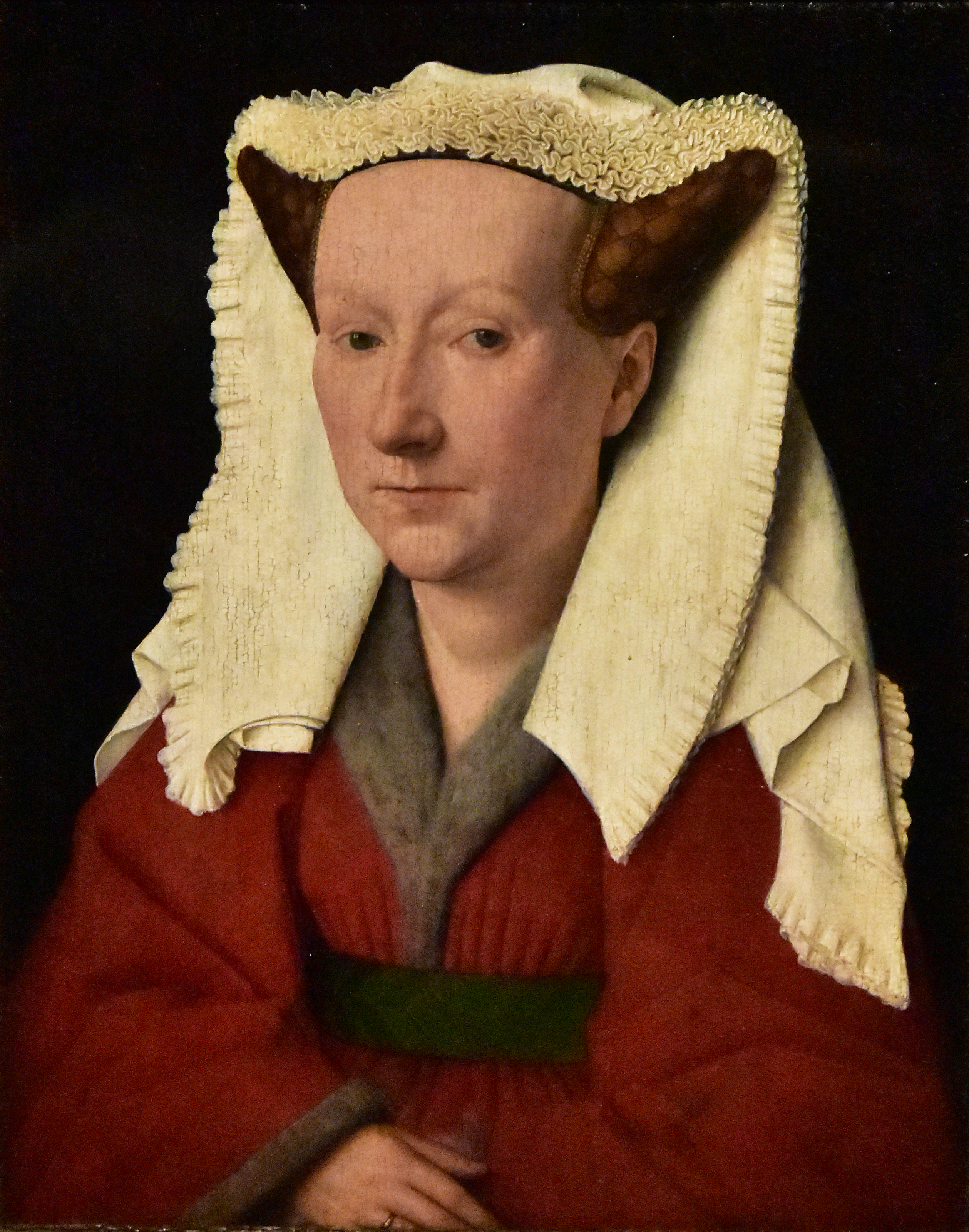
Portret van Margaretha van Eyck
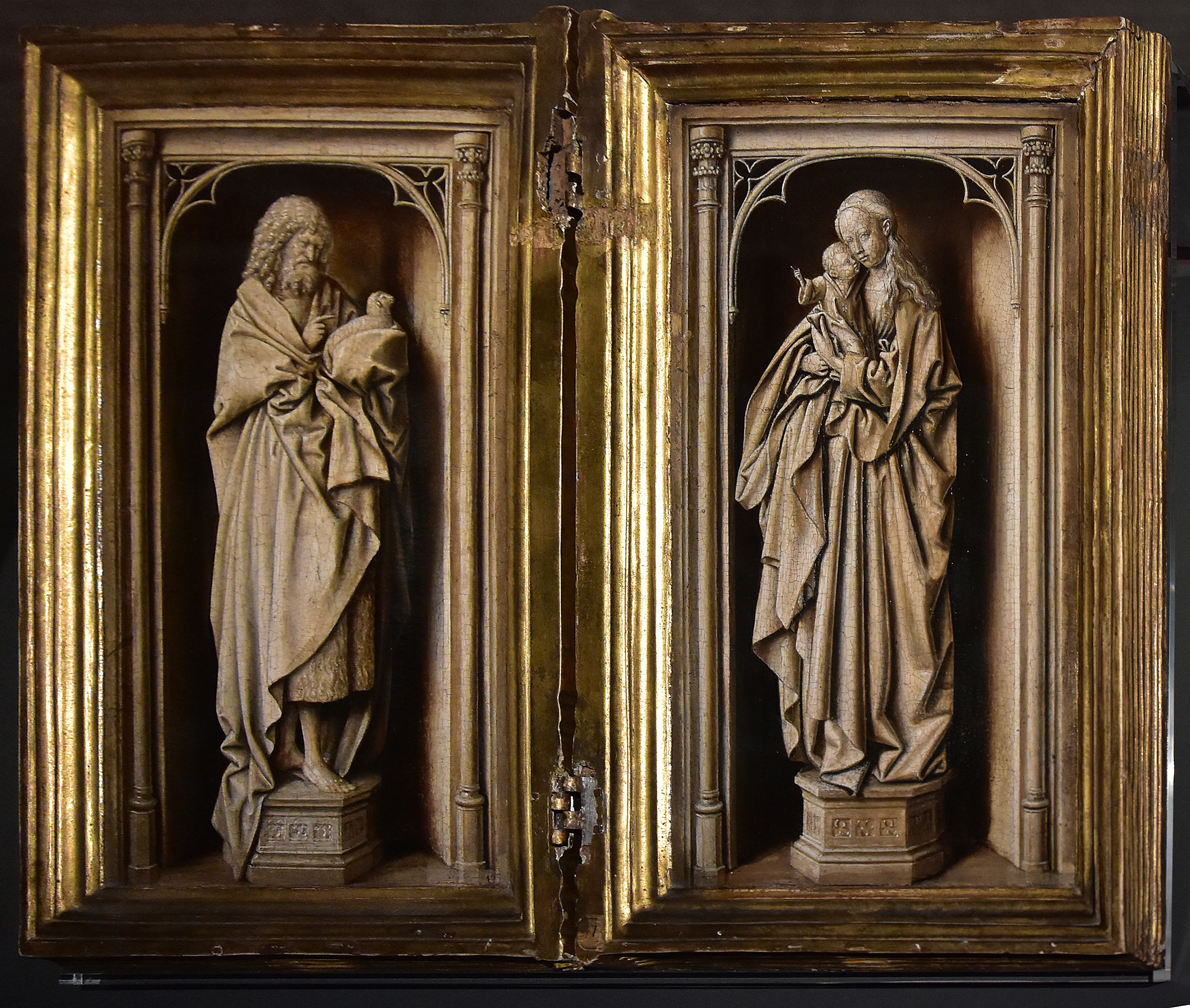
Johannes de Doper en Maria met Kind

Uit de tijd van Jan van Eyck
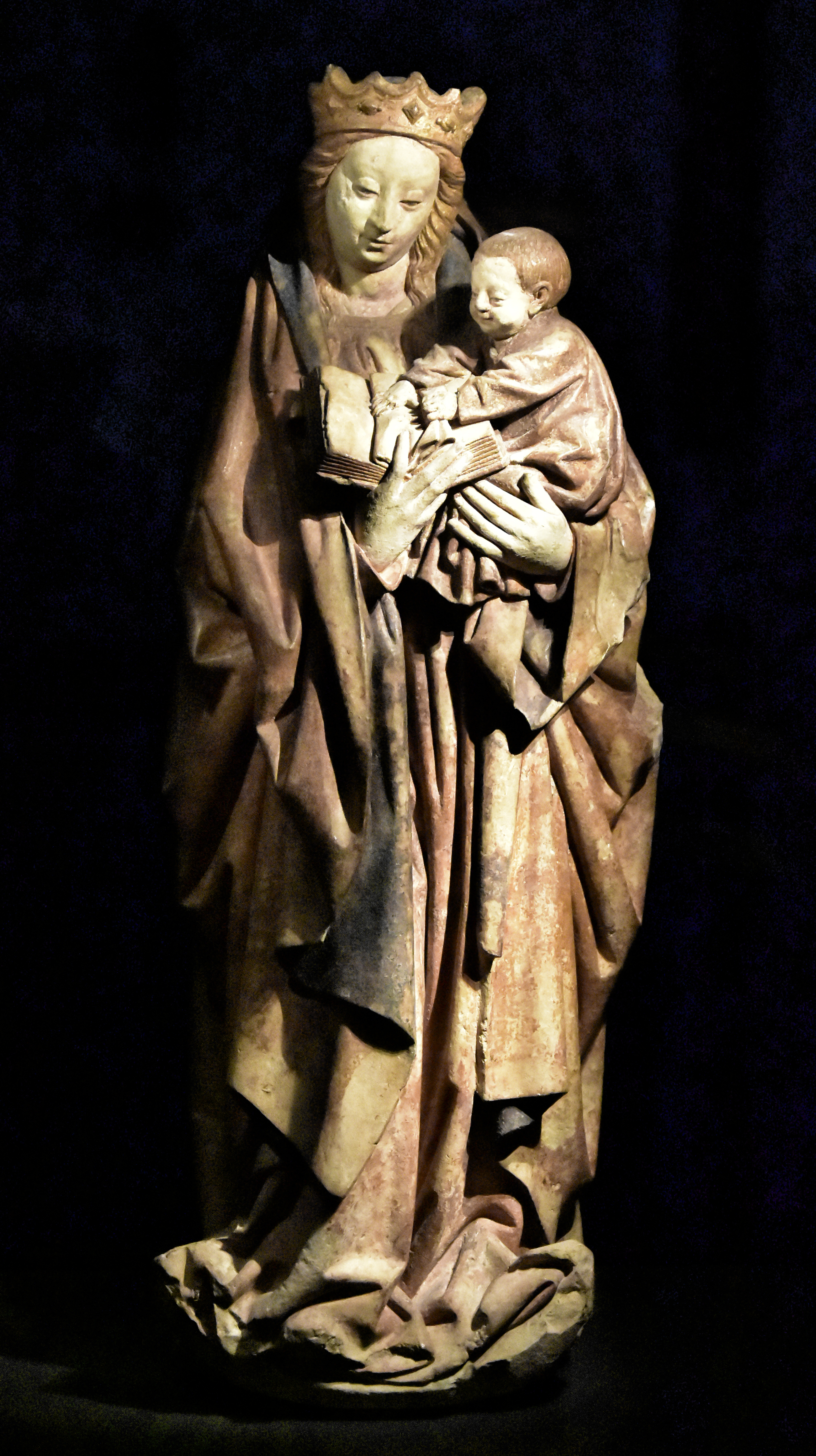
Maria met Kind op de maansikkel - Anoniem (Brussel, ± 1435)
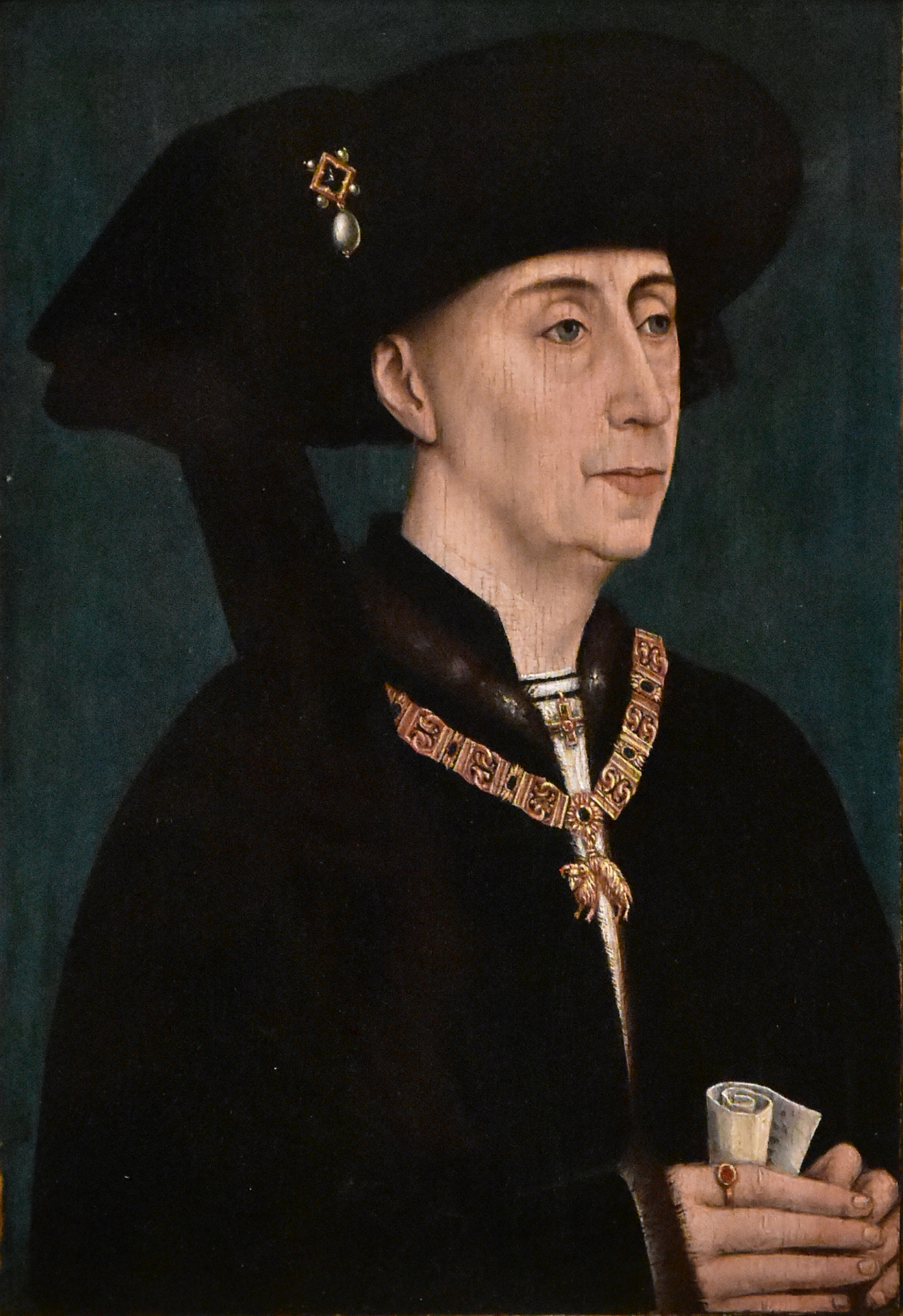
Portret van Filips de Goede
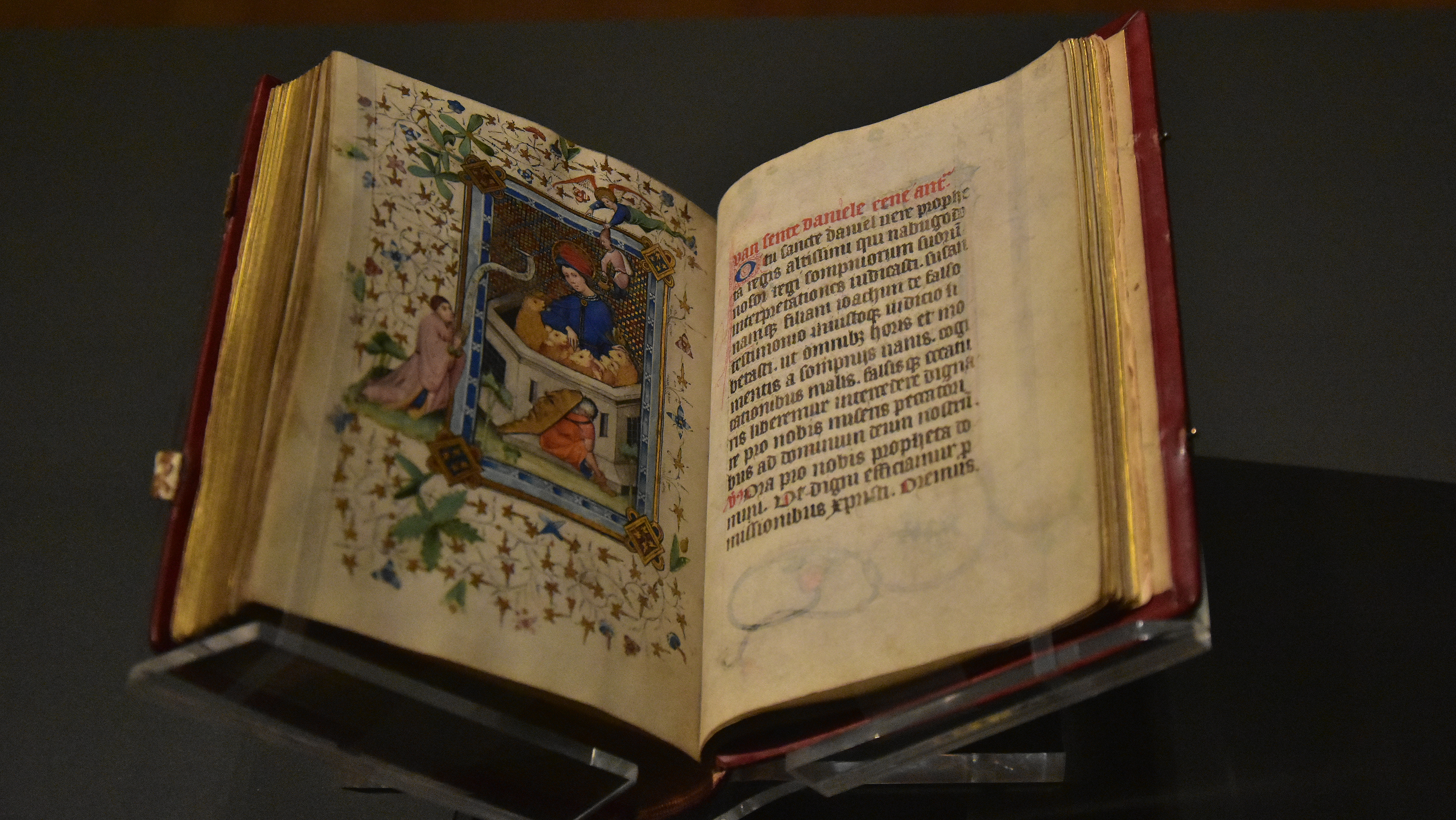
Getijdenboek met Daniël in de leeuwenkuil door de Meesters van Guillebert de Mets (actief ±1435)